# 金髮王朝
金髮王朝（挪威語：Hårfagreætta），是英格林王朝的分支，挪威歷史上的一個王朝，建立者是金髮哈拉爾（即哈拉爾一世）。

## 金髮王朝的分支
斯韋雷王朝（挪威語：Sverreætten）是金髮王朝的分支，挪威和蘇格蘭歷史上的一個王朝，建立者是斯韋雷。
哈德拉達王朝（挪威語：Hardrådeætta），是金髮王朝的分支，挪威歷史上的一個王朝，建立者是無情者哈拉爾（即哈拉爾三世）。
吉爾王朝，是金髮王朝的分支，挪威歷史上的一個王朝，建立者是哈拉爾·吉勒，通常挪威統治者不太可能提到吉爾王朝，這是現代歷史學家創造的一個術語。

## 挪威國王及丹麥國王
- 哈拉尔一世（金发） 872年-933年
- 埃里克一世（血斧） 930年-934年
- 哈康一世（好人） 934年-961年
- 哈拉尔二世（灰袍者） 961年-970年
- 藍牙哈拉爾 961年-985年/986年
- 哈康伯爵 970年-995年
- 奥拉夫一世（赤膊王）995年-1000年
- 斯文（八字胡） 999年-1015年
- 圣奥拉夫二世 1015年-1028年
- 克努特大帝 1028年-1035年
- 马格努斯一世（好人） 1035年-1047年

## 挪威國王
- 哈拉尔三世 1046年-1066年
- 馬格努斯二世 1066年-1069年
- 奧拉夫三世 1066年-1093年
- 哈康·馬格努森 1093年-1094年
- 馬格努斯三世（赤脚王） 1093年-1103年
- 奧拉夫·馬格努森1103年-1110年
- 埃斯泰因一世 1103年-1123年
- 西居尔一世·耶鲁萨莱姆法雷尔 1103年-1130年
- 馬格努斯四世 1130年-1135年
- 哈拉爾四世1130年-1136年

## 挪威內戰時期（1130-1240）
11 世紀中葉，這一過程似乎已經完成。被認可是一位有價值的王位繼承人的主要標準是哈拉尔一世的男性後代——合法或非法出生並不是繼承問題。這導致幾個統治者分享王權的情況仍然屢見不鮮。這些共同統治者之間的關係通常很緊張，這些衝突的背景是由於不明確的挪威繼承法，社會條件以及教會與國王之間的鬥爭而成。其中一派會因為出現一位王子，或者是因為他們的追隨者聲稱自己是國王的私生子而集結，令現任的國王地位不穩，以反對國王統治而打擊敵對派系。
挪威的內戰時期一共延續110年。它始於1130年挪威國王西居爾一世逝世後，並在公爵斯庫勒·巴爾德森於1240年逝世而結束。圍繞在金髮王朝、斯韋雷王朝及哈德拉達王朝之下的勢力，主要有樺樹皮鞋黨及支持教會的牧杖黨及法袍黨，最終以牧杖黨和樺樹皮鞋黨兩派最為有名。
- 英格一世·哈拉尔松 1136年-1161年
- 西居爾二世 1136年-1155年
- 馬格努斯·哈拉爾松 1142年－1145年
- 埃斯泰因二世1142年-1157年
- 哈康二世·西居尔松 1159年-1162年
- 馬格努斯五世 1161年-1184年
- 斯韋雷 1177年-1202年
- 哈康三世 1202年-1204年
- 古托姆·西居爾松 1204年
- 英格二世 1204年-1217年
  - 埃林·斯泰因維格 1204年-1207年
  - 菲利普·西蒙森 1207年-1217年
- 哈康四世 1217年-1263年

## 挪威法典現代化時期
皇位繼承是一個重要而且棘手的問題，有爭議的繼承令過去幾十年來爭奪王位，終於將此內戰於1240年結束。1273年，馬格納斯六世給他的只有五歲的長子埃里克共治國王的頭銜，以及他的次子哈康公爵的頭銜，從而明確地指明誰將會成為他的繼承人。
他將法律規範的工作使他與抵制世俗的權威凌駕教會的大主教發生衝突，大主教並試圖保持教會對王國的影響力。通斯堡和約（Sættargjerden in Tønsberg）於1277年在馬格努斯六世和尼達洛斯大主教Jon Raude之間簽署，確認了神職人員的某些特權，如主教選舉的自由和類似事項。教會在司法事務上保持相當大的獨立性，但放棄了古老的主張，即挪威王國是天主教會最終權威下的封地。
- 馬格努斯六世（改善法律的人）1263年-1280年
- 埃里克二世  1280年-1299年
- 哈康五世 1299年-1319年